# 엔터테인먼트 상업 협회
엔터테인먼트 상업 협회(Entertainment Merchants Association, EMA)는 320억 달러 규모의 홈 엔터테인먼트 산업의 이익 증진에 전념하는 비영리 국제 무역 협회이다.
EMA의 임무는 영화, 비디오 게임, 사운드 녹음과 같은 엔터테인먼트 소프트웨어의 판매, 임대 및 라이센스 복제에 종사하는 사람들의 공통 비즈니스 이익을 홍보하고 보호하며 포럼을 제공하는 것이다.

## 역사
엔터테인먼트 상업 협회(Entertainment Merchants Association)는 IEMA(Interactive Entertainment Merchants Association)와 VSDA(Video Software Dealers Association)의 합병을 통해 2006년에 설립되었다. VSDA는 비디오 소매점이 최초 판매 원칙을 변경하는 연방 법률에 맞서 싸울 수 있도록 돕기 위해 1981년에 조직되었다. VSDA는 NARM(National Association of Recording Merchandisers)의 후원으로 시작되었으며 원래는 1989년 은퇴할 때까지 두 조직의 부사장 겸 직원 책임자였던 미키 그랜버그가 이끌었다. VSDA는 1991년 NARM에서 분리되어 이전되었다. 1993년부터 1994년까지 본사는 뉴저지 남부에서 캘리포니아주 엔시노까지 이어졌다.
2020년 1월 17일, 엔터테인먼트 상업 협회가 OTT.X로 변경되었다.

## 같이 보기
- 브라운 대 엔터테인먼트 상업 협회